# Crystal Reports
Crystal Reports è uno strumento di programmazione a pagamento utilizzato per produrre report, ovvero stampe di dati. È stato creato dalla Crystal Decisions che poi, nel dicembre 2003, è stata acquisita dalla Business Objects e nel 2011 dalla SAP SE. 
I punti di forza del prodotto sono dati dalla sua semplicità di utilizzo, dalla velocità di produzione di template di report, facilmente gestibili e modificabili, e dall'integrabilità con altri prodotti/programmi soprattutto su piattaforme Microsoft; il suo limite maggiore è dato dalle performance non ottimali in presenza di volumi di dati elevati.